# Daman-i-Koh
Daman-i-koh ('Faldilles de les muntanyes') fou una comarca al districte de Santal Parganas (de vegades Santhal Parganas) a Jharkhand, inicialment dins la presidència de Bengala. La superfície era d'uns 3.500 km² (3.682 km² segons el mesurament oficial de 1901). La població el 1901 era de 358.294 persones residint en 1876 pobles.
Quan la Companyia Britànica de les Índies Orientals va assolir el govern de Bengala (regió) el 1765 les tribus que habitaven aquesta comarca eren independents; es van produir algunes expedicions de saqueig de les tribus cap a les planes que va portar algunes represàlies però entre 1779 i 1784 el col·lector del districte de Bhagalpur es va guanyar la confiança i va donar pensions als caps tribals, va reclutar un cos militar entre els pahàries i va crear tribunals especials presidits per caps tribals. Els zamindaris que fins aleshores governaven parts del territori foren exclosos del govern i els britànics hi van exercir el domini sense dificultats tot i que fou exclòs de l'anomenat "Permanent Settlement" i no fou incorporat oficialment fins al 1823.
Ward fou designat per demarcar els límits del territori. Es van discutir els drets dels jagirdars sobre la vall central de Manjhua que foren adquirits pel govern britànic el 1837. Un superintendent regional fou nomenat el 1835. Des de 1820 els santals (santhals) havien entrat al territori i foren encoratjats pels britànics per establir granges a les valls; els pahàries van romandre aferrats al cultiu a les terrasses de les faldilles dels turons (cultiu jhuming). Els santals van demanar préstecs que no van poder tornar i els seus terrenys van passar a mans d'altres, generalment eludint l'acció de les corts de justicia. Això va portar a la revolta dels santals el 1855 no només a la comarca sinó a tot el districte de Santal Parganes. El 1901 els santhals eren majoria (226.540 habitants de 358.000) seguits dels sàuries (24.226). El territori tenia una administració especial.